# Lights on a Satellite (Sun-Ra-Arkestra-Album)
Lights on a Satellite ist ein Jazzalbum des Sun Ra Arkestra unter der Leitung von Marshall Allen. Die am 16. Juni 2024 im Power Station Studio, New York City, entstandenen Aufnahmen erschienen im November 2024 auf In + Out Records.

## Hintergrund
Über 30 Jahre nach dem Tod des Gründers des Arkestra erschien das Album Lights on a Satellite, ein Doppelalbum mit neuen Aufnahmen, das von dem deutschen Label In+Out Records veröffentlicht wurde. Es ist als doppelte Hommage sowohl an Sun Ra als auch an Marshall Allen zu verstehen, der kurz zuvor seinen 100. Geburtstag gefeiert hatte und das Sun Ra Arkestra seit dem Tod seines Gründers leitet.
Mit einer 24-köpfigen Band, darunter  Michael Ray  (Trompete), Vincent Chancey (French Horn), Carl LeBlanc (Gitarre, Gesang), Melanie Dyer (Bratsche) und Tyler Mitchell (Bass), nahm Allen ein Programm von elf Stücken auf, die sowohl Sun Ras Karriere aus Bigband-Stücken der 1930er- und 1940er-Jahre (aus seiner Zeit bei Fletcher Henderson) repräsentieren („Big John's Special“, „Way Down Yonder in New Orleans“, „Holiday for Strings“) als auch Material, das auf Ras klassischen Saturn-LPs Sun Ras („Images“, „Dorothy’s Dance“, „Tapestry from an Asteroid“ und das Titelstück) und aktuelles Arkestra-Livematerial („Joy Delight“, „Baby Won’t You Please Be Mine“).
Das Titelstück nahm Sun Ra erstmals 1960 auf; es erschien 1965 auf der LP Fate in a Pleasant Mood.

## Titelliste
- Sun Ra Arkestra: Lights on a Satellite (IOR CD77158-2)[2]

1. Lights on a Satellite
2. Dorothy´s Dance (Phil Cohran)
3. Big John´s Special (Horace Henderson)
4. Images
5. Friendly Galaxy
6. Baby Won´t You Please Be Mine
7. Holiday for Strings (David Rose)
8. Tapestry from an Asteroid
9. Reflects Motion
10. Way Down Yonder in New Orleans (Turner Layton, Henry Creamer)

Wenn nicht anders vermerkt, stammen die Kompositionen von Sun Ra.

## Rezeption

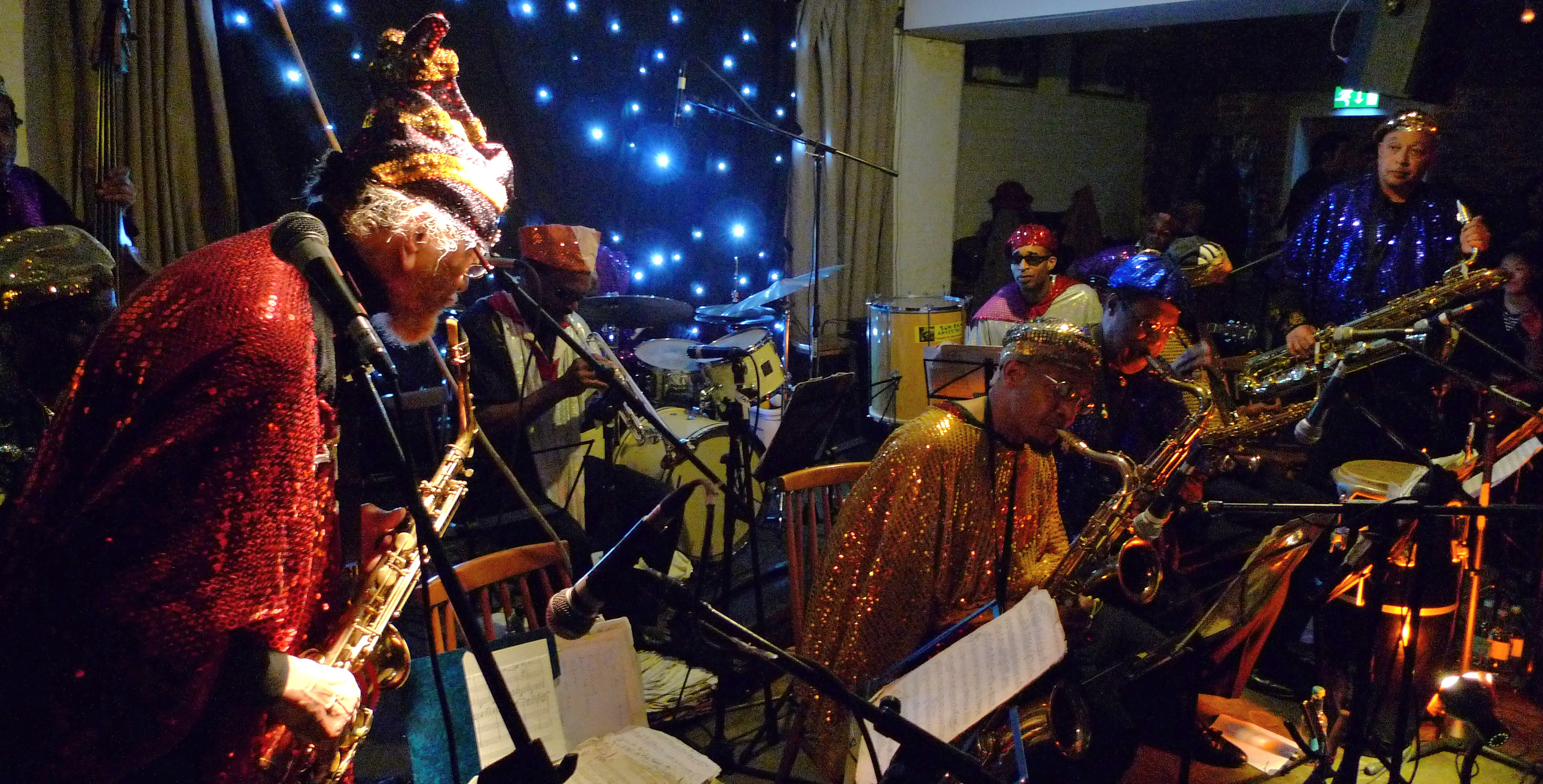
Das Sun Ra Arkestra bei einem Konzert in London 2010

Nach Ansicht von Joshua Weiner, der das Album in All About Jazz rezensierte, ist das Ergebnis eine unterhaltsame Swing-Tour durch fast ein Jahrhundert eigenwilliger Jazz- und kosmischer Musik mit üppigen Arrangements und hervorragender Klangqualität. Bei „Big John's Special“ handele es sich um einen lustigen Vintage-Big-Band-Song, obwohl er zwischen den kosmischeren Titeln etwas deplatziert wirke. Herausragend unter diesen sei jedoch „Reflects Motion“ [aus Secrets of the Sun, 1965], ein herrlich kakophonisches freies Stück mit Pieptönen und Bloops der beiden Gitarristen, einem wirkungsvollen Schlagzeugsolo von George Gray und explorativen Einwürfen von Anthony Nelson am Baritonsaxophon und Cecil Brooks an der Trompete.
Chris Hemingways Alt-Solo hebe „Joy Delight“ hervor, so der Autor, ein raues und funkiges Stück mit mehr als nur einem Hauch von New Orleans [Jazz], und die Crescent City erscheine dann explizit in „Way Down Yonder in New Orleans“, einem Gesangsstück aus den 1920er Jahren für den Gitarristen Carl LeBlanc, das dem Album einen unterhaltsamen, schwungvollen Abschluss verleihe. Insgesamt beleuchteten die 24 talentierten Musiker Sun Ras gewaltiges musikalisches und spirituelles Erbe und feierten damit die Leistung Marshall Allens, seines treuen Stellvertreters, der das Arkestra in sein zweites Jahrhundert führe.
Die Eröffnungsnummer, das titelgebende „Lights on a Satellite“, sei eine außergewöhnliche Interpretation eines kanonischen Arkestra-Stücks und würde dem Album einen fulminanten Start verleihen, schrieb Phil Johnson (UK Jazz News). Es  sei in jeder Hinsicht eine beachtliche Leistung und der beste Titel des Albums. Was den Rest angeht, dürfte es durchaus den eigenen Maßstäben des Sun-Ra-Arkestra entsprechen, auch wenn die neuartigen Gesangseinlagen weniger faszinierend seien, zu denen auch der neue Text zu „Holiday For Strings“  und das eher müde klingende „Way Down Yonder in New Orleans“, gesungen vom Gitarristen der Band, Carl LeBlanc. An anderer Stelle sei Horace Hendersons „Big John's Special“ ein echter Knaller, und in der zentralen Ra-Rolle sei Pianist Farid Barron durchweg in Topform und brilliere mit Soli in „Images“ und dem weit ausladenden und spacigen „Friendly Galaxy“, wo er auch Theremin spielt. Schlagzeuger George Gray und die Percussionisten Elson Nascimento und Jose Jorge Da Silva würden dem Gesamtsound des Ensembles die nötige Wucht und Schlagkraft verleihen.